# Blue Ridge (Alabama)
Blue Ridge es un lugar designado por el censo ubicado en el condado de Elmore en el estado estadounidense de Alabama. En el año 2000 tenía una población de 1331 habitantes y una densidad poblacional de 64.6 personas por km².

## Demografía
En el 2000 la renta per cápita promedia del hogar era de $73,162, y el ingreso promedio para una familia era de $83,320. El ingreso per cápita para la localidad era de $32,774. Los hombres tenían un ingreso per cápita de $60,625 contra $37,875 para las mujeres.

## Geografía
Blue Ridge se encuentra ubicado en las coordenadas 32°29′12″N 86°11′26″O / 32.48667, -86.19056. Según la Oficina del Censo, la localidad tiene un área total de 20,6 km² (8 mi²), de la cual 20,4 km² (7,9 mi²) es tierra y 0,2 km² (0,1 mi²) (0.1%) es agua.